# تامي فاريل
تامي نيكول فاريل (بالإنجليزية: Tami Farrell)‏ (ولدت في 5 أكتوبر 1984) ممثلة أمريكية، مضيفة تلفزيونية وحاملة لقب ملكة جمال سابقة بعد تتويجها بمسابقة ملكة جمال مراهقات أوريغون الولايات المتحدة الأمريكية 2003، وبعدها لقب مسابقة ملكة جمال مراهقات الولايات المتحدة الأمريكية 2003 و ملكة جمال مراهقات كاليفورنيا الولايات المتحدة الأمريكية 2009.

## روابط خارجية
- Tami Farrell's Miss California USA profile
- تامي فاريل على موقع IMDb (الإنجليزية)
- تامي فاريل على موقع قاعدة بيانات الفيلم (الإنجليزية)
- تامي فاريل على إنستغرام

| الجوائز و الإنجازات       | الجوائز و الإنجازات                                                   | الجوائز و الإنجازات |
| ------------------------- | --------------------------------------------------------------------- | ------------------- |
| سبقه فانيسا سيمرو         | ملكة جمال مراهقات الولايات المتحدة الأمريكية 2003                     | تبعه شيلي هينيغ     |
| سبقه كاري آن بينيش        | ملكة جمال مراهقات أوريغون الولايات المتحدة الأمريكية 2003             | تبعه لوري طومسون    |
| سبقه كاري بريجان (مخلوعة) | ملكة جمال مراهقات كاليفورنيا الولايات المتحدة الأمريكية (خلفتها) 2009 | تبعه نيكول جونسون   |